# Sultanat de Pontianak
El sultanat de Pontianak fou un antic estat d'Indonèsia, a Borneo, avui província de Kalimantan occidental. El palau del sultà porta el nom de Kadariah, pel fundador del sultanat, Abd al-Rahman al-Kadariah, i està situat a la ciutat de Pontianak, la capital de la província, al delta del riu Kapuas. Com a part d'Indonèsia la Western Afdeling (regencia Occidental) de Borneo la formaven els districtes de Pomntianak, Kubu, Landak, Sanggau, Sekadau, Tajan i Meliau. Els holandesos hi tenien un resident general per la regència i un resident adjunt pel sultanat; residien ambdós a la ciutat de Pontianak. L'establiment neerlandès i la colònia xinesa estaven situades a l'esquerra del riu, mentre a la dreta hi havia la ciutat malaia. El sultanat tenia una superfície de 4.545 km² i el 1930 tenia uns 130.000 habitants dels quals cent mil eren malais i dayaks, 26.425 xinesos, 562 europeus i 2.378 orientals (exclosos xinesos). Els malais i dayaks eren generalment musulmans (però els dayaks del interior eren pagans)

## Història
El 1772 un aventurer àrab originaire du Hadramaut, Abd al-Rahman ibn Husayn ibn Ahmad al-Kadariah o al-Kadri, nascut el 1742 sent la seva mare una concubina dayak, que es proclamava descendent del Profeta, atret pels rumors de l'existència de mines de diamants i pel seu esperit aventurer, a la mort del seu pare es va decidir a fundar Pontianak al lloc d'una vella factoria costanera a la confluència del Landak i el Kapuas. El príncep bugines Raja Hajji li va concedir el títol de sultà. La bona situació de Pontianak i la protecció que es donava al comerç va atreure a comerciants buginesos, malais i xinesos. Això el va fer prou fort com per oposar-se amb èxit a les pretensions dels sultans veíns de Matan, Sukadana, Mampawa i Sanggau. Va regular el comerç amb tarifes raonables i va establir diversos caps locals. El 1775 els xinesos van fundar una kongsi (associació econòmica) per explotar l'or a l'interior. Abd al-Rahman es va aliar a la Companyia Holandesa de les Índies Orientals (VOC) que el va reconèixer com a sultà de Pontianak el 1779 i li va cedir el sultanat de Sanggau que la companyia havia adquirit quan va comprar els drets de Bantem al Borneo occidental. Amb el suport holandès Pontianak es va estendre a Sambas, al nord, arrabassada als bugis, i va destruir el regne de Sukadana, al sud.
Abd al-Rahman va morir el 1808 i el va succeir el seu fill Sharif Kasim, que va modernitzar la cort. A la primera meitat del segle xix la rivalitat entre holandesos i britànic es va accentuar; els holandesos van signar diversos tractats amb els estats de la costa de Borneo, entre els quals el sultanat de Pontianak el 1855, però la penetració holandesa va trobar l'hostilitat dels kongsi xinesos que controlaven les mines d'or de l'interior. Per l'acord de 1855 el sultà rebia una assignació fixa dels holandesos però el sultà conservava la policia i la justícia a les seves mans. Les relacions entre el sultanat i Holanda van ser regulades pel tractat de 1912 que traspassaven la justícia i els impostos; l'assignació al sultà es va fixar en 6.800 florins més el 50% de les contribucions dels agricultors i dels beneficis de les mines.

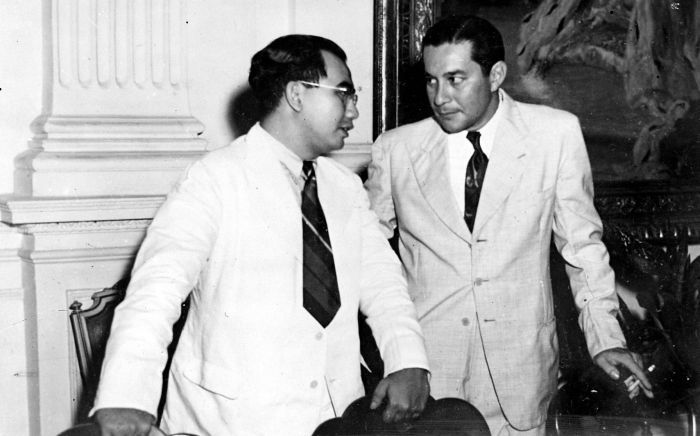
LEl sultà Hamid II de Pontianak (a la dreta) parlant amb el príncep balinès Ida Anak Agung Gde Agung (1949)

Sultan Abdul Hamid II (1913-1978), la mare del qual era anglesa, va pujar al tron a la mort del seu pare poc després del final de l'ocupació japonesa, el 1945 i inicialment fou favorable als holandesos i el 1946 elevat a president de l'estat de Borneo Occidental; però el 1949 va donar suport a la república d'Indonèsia. Se'l recorda com a creador de l'escut d'Indonèsia oficialitzat el 1950. Un intent de cop d'estat federalista el 1950 en el qual va participar, va fracassar i Pontianak i l'estat de Borneo Occidental fou integrat a Indonèsia. El 1953 fou condemnat a 10 anys de presó per la seva cooperació amb el cop d'estat i fou alliberat uins anys després. Va morir el 1978 i el tron va quedar vacant. El palau reial va esdevenir museu. El gener de 2004 un nebot del darrer sultà va ser entronitzat com a nou sultà.

## Llista des sultans de Pontianak
| No | Nom                    | Regnat    |
| -- | ---------------------- | --------- |
| 1  | Abd al-Rahman al-Kadri | 1772-1808 |
| 2  | Kasim                  | 1808-1819 |
| 3  | Osman                  | 1819-1855 |
| 4  | Hamid I                | 1855-1872 |
| 5  | Yusuf                  | 1872-1895 |
| 6  | Muhammad               | 1895-1944 |
| 7  | Thaha                  | 1944-1945 |
| 8  | Sultan Abdul Hamid II  | 1945-1950 |
| 8  | Vacant                 | 1950-2004 |
| 9  | Abubakar               | 2004-     |